# Westfield Rosny 2
Westfield Rosny 2  , longtemps connu sous l'appellation simplifiée de Rosny 2 , est le deuxième centre commercial de l'est parisien en taille et en chiffre d'affaires après celui de Créteil Soleil. Il est situé à Rosny-sous-Bois.
Propriété du groupe Unibail-Rodamco-Westfield, il comprend notamment un hypermarché Carrefour et 180 commerces en 2021.
Il a été inauguré en 1973. À cette époque, les enseignes locomotives du centre étaient les grands magasins BHV et La Samaritaine, ainsi que Marks & Spencer. Une première rénovation a été effectuée en 1997, puis une seconde en 2016.
À l'angle de la rue Léon-Blum et de la rue Conrad-Adenauer, il abrite depuis 1997 un multiplexe de quinze salles de cinéma, l'UGC Ciné-Cité Rosny, huitième plus grand cinéma français en termes d'affluence, avec 1 405 000 entrées en 2015.

## Accès
Le centre commercial est inscrit dans un quadrilatère délimité par l'avenue du Général-de-Gaulle, la rue Léon-Blum, la ligne de Paris-Est à Mulhouse-Ville et le boulevard d'Alsace-Lorraine.
L'accès s'effectue par le RER E à la gare de Rosny-Bois-Perrier, par le Métro 11 à la station Rosny-Bois-Perrier et par de nombreuses lignes du réseau de bus RATP (102, 121, 143, 145, 221, 245, et 346).
En voiture, l'accès s'effectue via l'échangeur de Rosny depuis :
- le nord par l'A1 / A3 (nord) ;
- l'ouest par l'A3 (ouest) / A86 (nord) ;
- le sud par l'A4 / A86 (sud).

## Projet d'extension
Des travaux d'extension du centre commercial ont été mis à l'étude dès la fin des années 2000. Il était prévu que le centre commercial soit agrandi d'environ 17 635 m2. L'extension serait entièrement en sous-sol et devrait permettre l'ouverture de 40 nouvelles enseignes, de 5 boutiques moyennes, et l'agrandissement de BHV Déco et de Carrefour.
Fin 2018, le groupe Westfield dépose quatre permis de construire ayant notamment pour projet de créer une zone de 13 050 m2 réservée à la restauration et une nouvelle surface commerciale de 17 902 m2 avec un parking.
Le projet est contesté devant le tribunal administratif par des associations écologistes qui ont soulevé notamment des insuffisances de l'étude d'impact, de la pollution des sous-sols et des risques sanitaires engendrés par les travaux,.

## Projets de desserte de transports

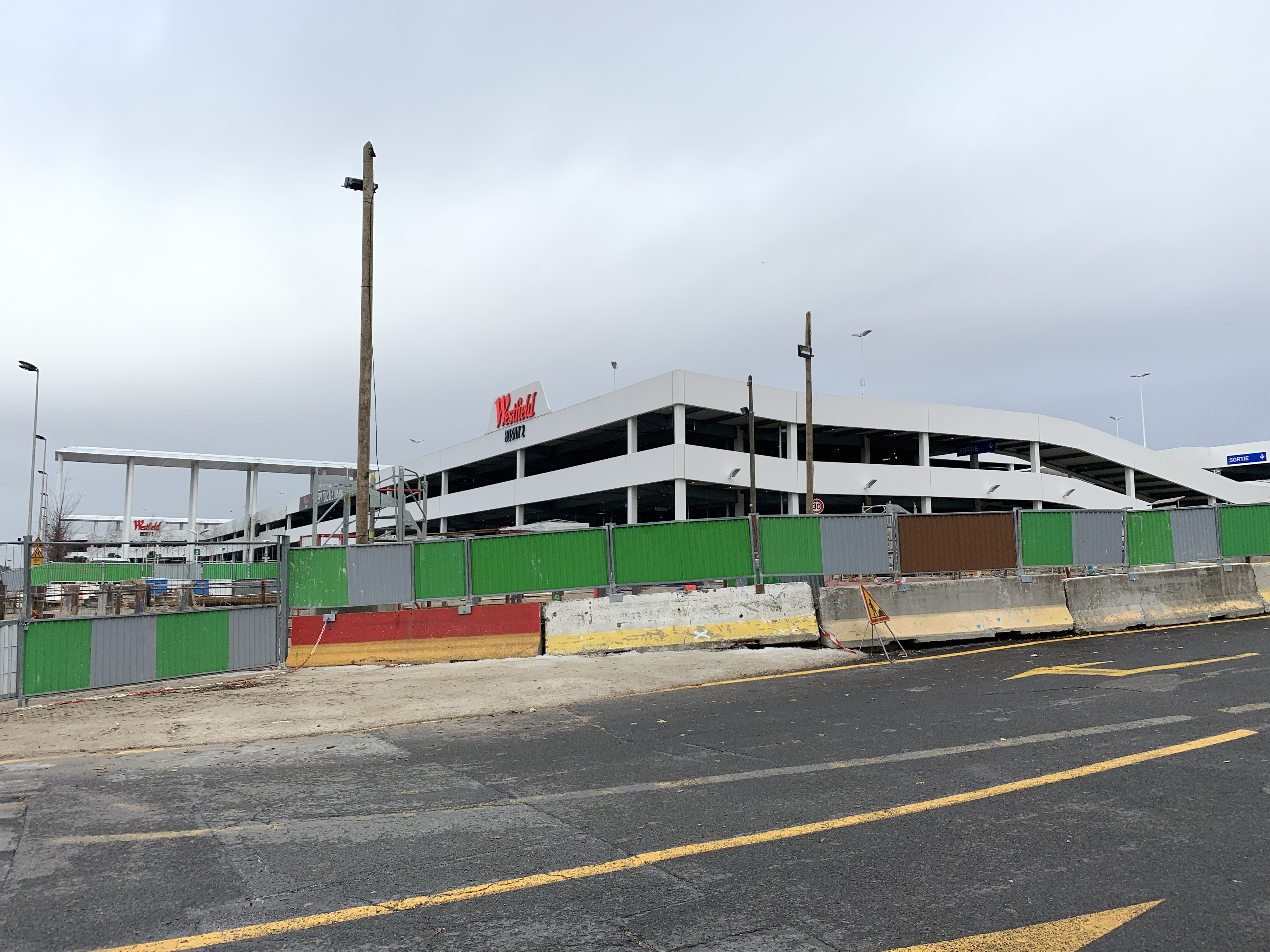
Les travaux de la ligne 11 devant le centre commercial.

Depuis le 13 juin 2024, le centre commercial est desservi par la station Rosny - Bois-Perrier de la ligne 11 du métro de Paris. En 2031, la station Rosny - Bois-Perrier devrait être desservie par la section est de la ligne 15 du métro du futur Grand Paris Express.